# Wikariat Wien Stadt
Wikariat Wien Stadt − jeden z trzech wikariatów rzymskokatolickiej archidiecezji wiedeńskiej, w skład którego wchodzi 21 dekanatów.

## Skład wikariatu
| Lp. | Nazwa dekanatu        | Liczba parafii | Dziekan                                  |
| --- | --------------------- | -------------- | ---------------------------------------- |
| 1.  | Klosterneuburg        | 8              | Dipl.-Ing. Mag. Reinhard Schandl CanReg  |
| 2.  | Wien Stadtdekanat 1   | 6              | Mag. Anton Faber                         |
| 3.  | Wien Stadtdekanat 2   | 7              | Ferenc Simon                             |
| 4.  | Wien Stadtdekanat 3   | 7              | Mag. Thomas Johannes Lambrichs           |
| 5.  | Wien Stadtdekanat 4/5 | 7              | Mag. Wolfgang Unterberger                |
| 6.  | Wien Stadtdekanat 6/7 | 7              | KR P. Johannes Vianney Kellner OT        |
| 7.  | Wien Stadtdekanat 8/9 | 7              | Ing. Mag. Wolfgang Kaes                  |
| 8.  | Wien Stadtdekanat 10  | 14             | P. Mag. Matthias Felber SVD              |
| 9.  | Wien Stadtdekanat 11  | 7              | Ing. Mag. Christian Maresch              |
| 10. | Wien Stadtdekanat 12  | 8              | mgr Mikolaj Nawotka                      |
| 11. | Wien Stadtdekanat 13  | 8              | Lic. Stefan Reuffurth, MA                |
| 12. | Wien Stadtdekanat 14  | 9              | Mag. Georg Fröschl                       |
| 13. | Wien Stadtdekanat 15  | 7              | Dipl.-Theol. Martin Rupprecht            |
| 14. | Wien Stadtdekanat 16  | 6              | MMag. Bernhard Andreas Kollmann          |
| 15. | Wien Stadtdekanat 17  | 4              | KR Dr. Karl Engelmann                    |
| 16. | Wien Stadtdekanat 18  | 5              | KR Msgr. Dr. Norbert Rodt                |
| 17. | Wien Stadtdekanat 19  | 11             | Mag. Roman Krekora CR                    |
| 18. | Wien Stadtdekanat 20  | 5              | GR Präl. Friedrich Koren                 |
| 19. | Wien Stadtdekanat 21  | 16             | KR Nicolas Coolen OSC                    |
| 20. | Wien Stadtdekanat 22  | 13             | P. Dipl.-Soz.-Päd. Mag. Johann Randa SDB |
| 21. | Wien Stadtdekanat 23  | 11             | Mag. Bernhard Franz Pokorny              |